# Hans Zatzka
Hans Zatzka (ursprünglich Johann Franz Čačka, * 8. März 1859 in Breitensee; † 17. Dezember 1945 ebenda) war ein österreichischer Maler. Er arbeitete auch unter den Pseudonymen Zabateri, P. Ronsard, Bernárd Zatzka und Joseph Bernard (letzterer ist nicht mit dem französischen Bildhauer Joseph Bernard zu verwechseln).

## Leben und Werk
Von 1877 bis 1882 besuchte Hans Zatzka die Akademie der bildenden Kunst in Wien und studierte bei Christian Griepenkerl, Carl Wurzinger und Carl von Blaas. Er wurde 1880 mit der Goldenen Fügermedaille ausgezeichnet. Nach Studienaufenthalten in Italien arbeitete er als freier akademischer Kunstmaler im Stil der Nachfolge Hans Makarts in Wien.
Zatzkas Pseudonym P. Ronsard ist vom Namen des französischen Liebeslyrikers Pierre de Ronsard, dem Führer des Dichterkreises der „Pléiade“ im 16. Jahrhundert entlehnt.
Zatzka malte stets ohne Skizzen frei auf die Leinwand. Modell standen seine erste Frau, die 1912 an einem Herzinfarkt verstarb, sowie seine beiden Töchter aus dieser Ehe (Martha Dolezel, 1899–1982, und ihre Schwester, *1883). Sein Sohn Fritz war ebenfalls Maler und Zeichner. Zatzka führte seine Maltätigkeit bis ins hohe Alter in seinem Haus in der Breitenseer Straße 4 fort. In seinem Todesjahr 1945 wurde ihm auf Anregung des Wiener Vizebürgermeisters Leopold Kunschak der Professorentitel verliehen.

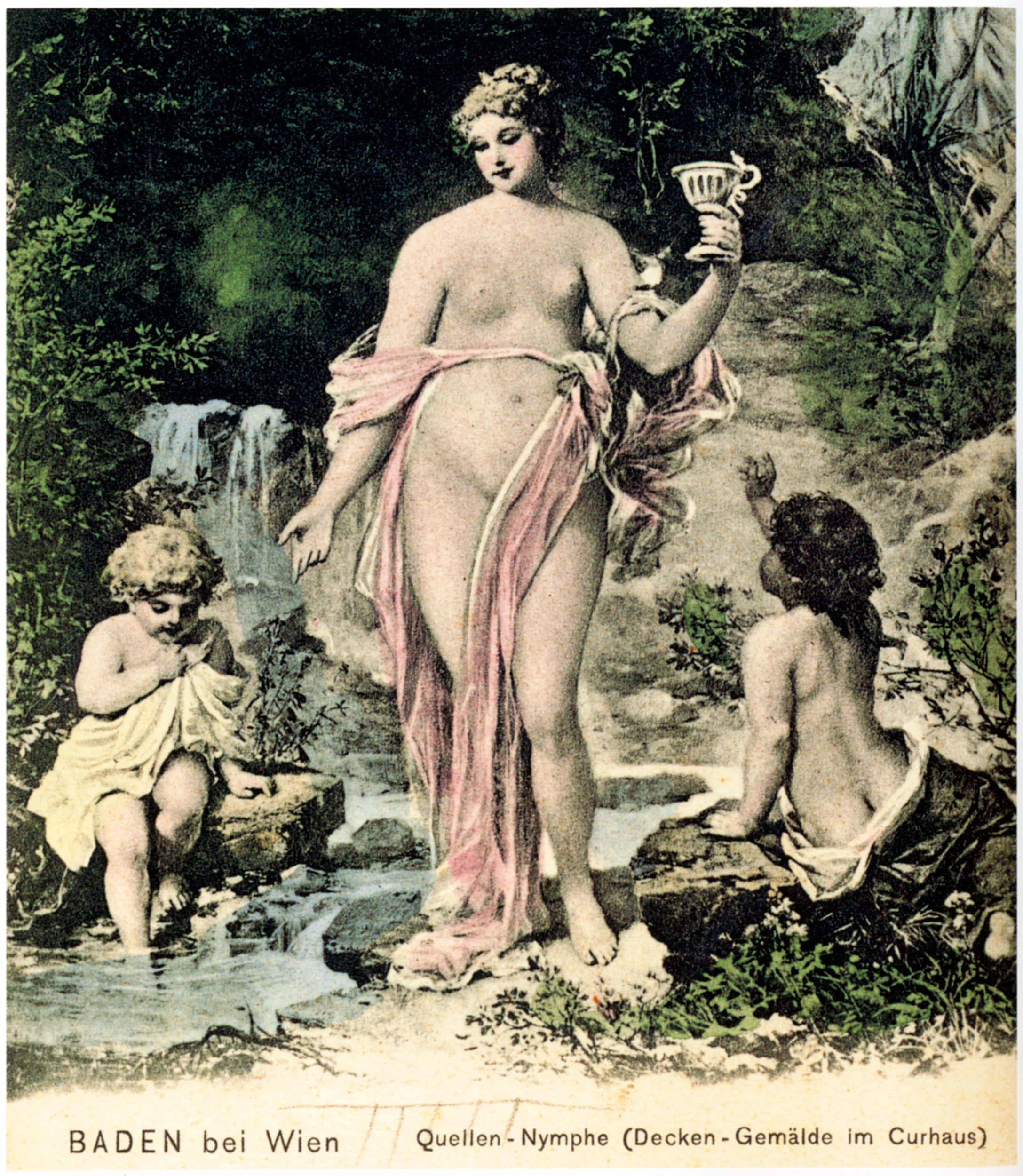
Die Quellnymphe (1896) als Ansichtskartenmotiv (um 1890)

### Familie
Hans Zatzka war der Bruder des Architekten Ludwig Zatzka und ist der Urgroßonkel der Wiener Schauspielerin Hilde Sochor und der Ururgroßonkel des Schauspielers und Regisseurs Paulus Manker.

### Werke und Motive
Zatzkas erster wichtiger öffentlicher Auftrag mit 26 Jahren war das Deckengemälde im Kurhaus Baden bei Wien (ein Quellnymphenbild). Er malte Deckenfresken in den Stiegenhäusern der repräsentativen Wohnbauten seines älteren Bruders Ludwig Zatzka, so z. B. im Haus Hietzing Am Platz 4 und Breitenseer Straße 8, dem Familiensitz in Breitensee sowie Bilder in dessen Alterssitz Villa Zatzka in Spital am Semmering in der Steiermark. Zatzka schuf zahlreiche Altar- und Wandbilder für Kirchen in Wien und Innsbruck sowie ein Votivbild im Seehospiz San Pellagio und für die Kirche in Olmütz.
Zu Zatzkas hauptsächlichen Motiven zählen Madonnen- und Christusdarstellungen, Schutzengelbilder, Elfen, Amoretten, sinnliche Frauengestalten, Genreszenen, Allegorien und andere populäre Motive. Zatzka wandte sich auch mythologischen Stoffen und Szenen aus Opern von Richard Wagner zu. Er gilt als bahnbrechend im profanen Schlafzimmerbild.

### Auftragswerke für Kunstanstalten und Verlage

Signatur Hans Zatzkas

Um die Jahrhundertwende wurden Zatzkas Bilder vom Bildpostkartenvertrieb in der „Galerie Wiener Künstler“ und von anderen Verlagen verkauft. Um etwa 1906 entdeckte Adolf May in Dresden Zatzka für seine Bilderfabrik, die spätere Kunstanstalten May AG (KAMAG), und erteilte ihm präzise Aufträge, um die Tauglichkeit für die Massenproduktion zu erproben. Ab 1914 wurden Zatzkas Bilder von der KAMAG in großer Zahl als Öldrucke vertrieben, darunter auch die ersten Schlafzimmerbilder. Die Werke lassen sich in drei Gruppen einteilen:
- Die Reigenbilder tragen Titel wie „Blumenreigen“, „Frühlingszauber“, „Maienzeit“. Sie gehen zum einen auf klassische Vorbilder zurück, die bis zu Peter Paul Rubens zurückreichen, haben aber auch Wurzeln in der Jahreszeiten- und Lebensalter-Allegorik, wie sie unter anderem von Camille Corot, Hans Thoma und Franz von Stuck aufgegriffen wurde.
- Traumbilder wie „Hochzeitstraum“ mit ihren leicht bekleideten Damen und Amorettenschwärmen gehen auf das oft aufgegriffene Motiv der schlafenden Venus zurück, das erstmals bei Pierre Paul Prud’hon um zahlreiche Putten ergänzt wurde.
- Die dritte Gattung ist die der Kahnbilder, die unter Titeln wie „Nixentraum“, „Elfenspiel“ und „Traumverloren“ reproduziert wurden.

Von 1924 an malte Zatzka für die KAMAG-Konkurrenz, vor allem für Felix Freund in Berlin, wo er nach Aussagen seiner Verwandten zwei Bilder pro Woche abzuliefern hatte. Seine Auftraggeber seit Mitte der 1930er Jahre sind nicht mehr festzustellen.

### Kirchenmalerei

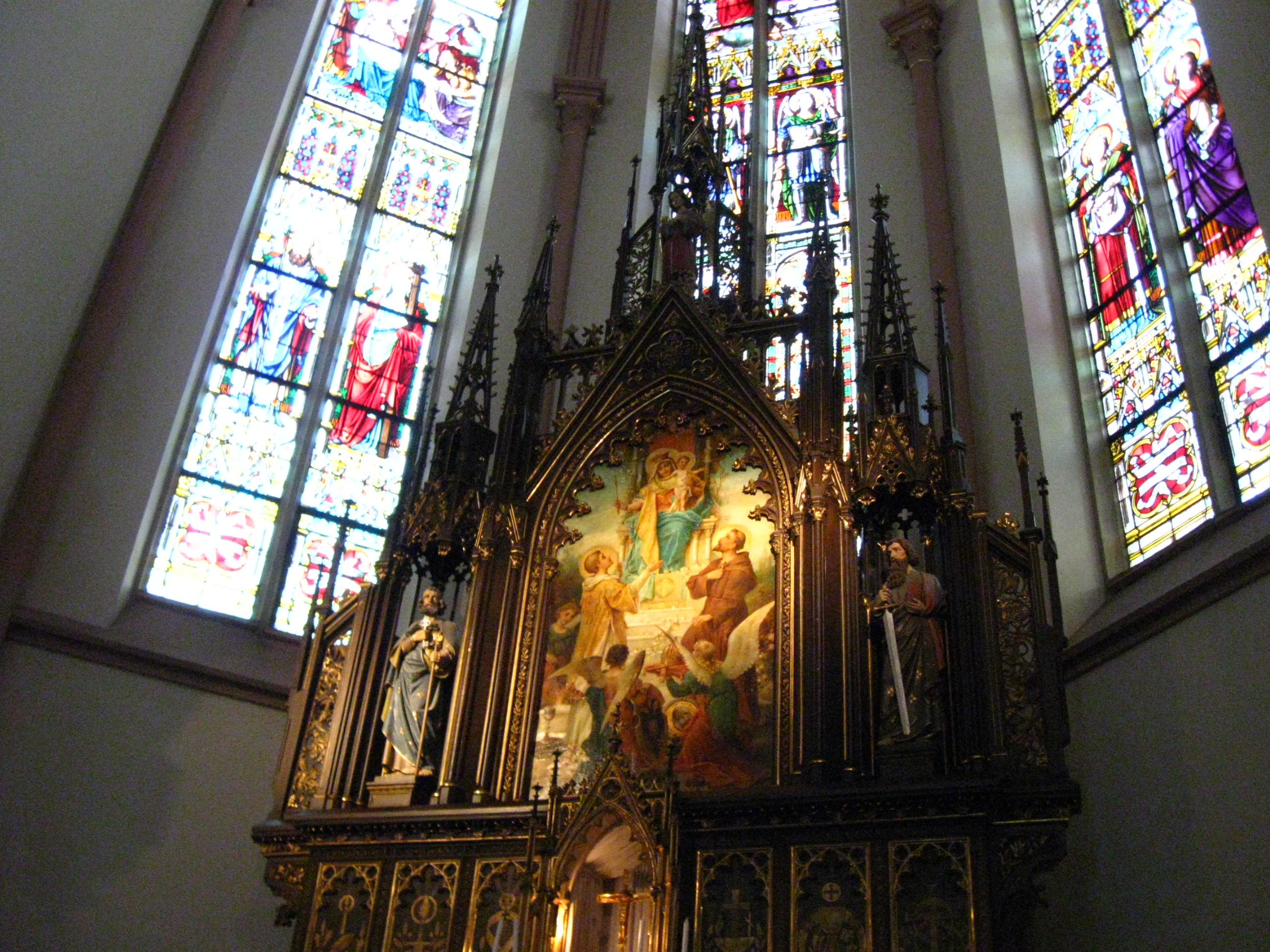
Hochaltar und Glasfenster (Ausschnitt) der Breitenseer Pfarrkirche

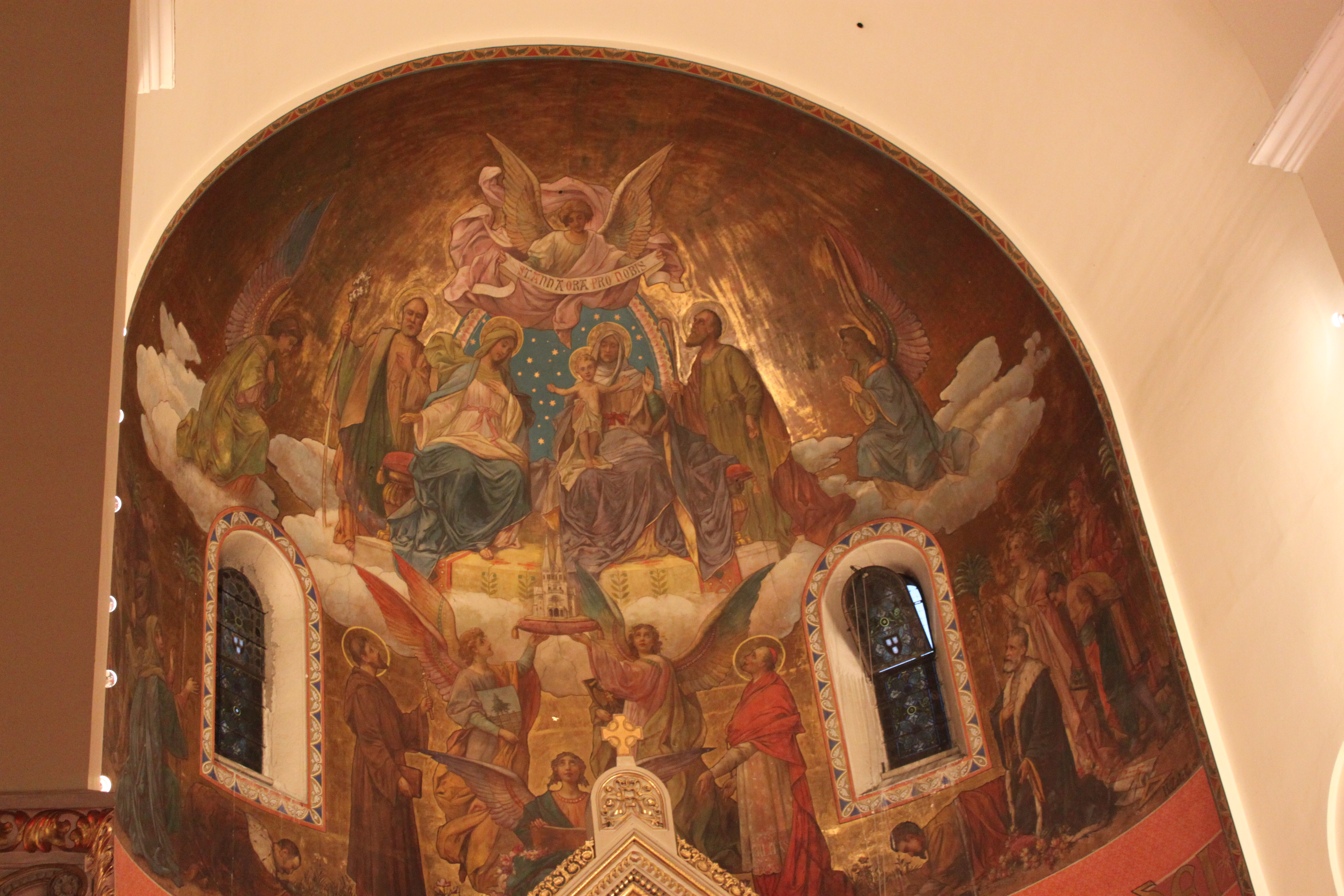
Apsis der Baumgartner Pfarrkirche

Ab der Mitte der 1920er Jahre nahm Zatzka die religiöse Malerei für öffentliche Aufträge wieder auf, oft für die Kirchenbauten seines Bruders Ludwig Zatzka.
Für die dem hl. Laurentius geweihte Pfarrkirche Breitensee, erbaut 1896–98 von seinem Bruder Ludwig, malte Zatzka nicht nur das Altarbild, darstellend Maria mit dem Jesuskind, darunter die Heiligen Laurentius und Franz von Assisi und Engel, sondern schuf auch die Gemälde über den Seitenaltären, darstellend die Versuchung Jesu und die Aufnahme des hl. Laurentius in den Himmel, sowie 23 Medaillons mit Heiligendarstellungen, die allerdings später übermalt wurden. Für die Pfarrkirche Breitenfeld in Wien 8 schuf Zatzka Fresken und sechzehn Medaillons mit Porträts der zwölf Apostel und der vier Kirchenväter, die nach Bombenschäden 1945 übermalt und erst 1998 wiederentdeckt wurden. Von ihm stammen auch das Fresko „Das Jüngste Gericht“ im Triumphbogen und die Engelmedaillons zwischen den Fenstern auf der linken Kirchenwand der Klosterkirche „Zur heiligen Familie“ im Marianneum in der Hetzendorferstraße (1887/88), die ebenfalls erst 1988 freigelegt wurden (die Klosterkapelle ist ebenfalls ein Bau von Ludwig Zatzka).
Das dreiteilige Altarbild der Krankenhauskapelle im Krankenhaus Hietzing (früher Kaiser-Jubiläumsspital) zeigt neben der Vindobona als Beschützerin der Bedrängten auch Wiens Bürgermeister Karl Lueger im Mittelbild, das den Heiland als Tröster der Kranken zeigt. Der sterbende Mann trägt die Gesichtszüge Luegers, der auch in anderen Gestalten der Altarbilder wiederzuerkennen ist. Das linke Seitenbild zeigt den festlichen Anlass der Erbauung des Spitals als gemeinsames Werk der Stadt Wien und des Kaiserhauses, das rechte Seitenbild die Nächstenliebe als Siegerin über alle Krankheiten. Der Jugendstil-Altar ist aus den Resten der berühmten Otto-Wagner-Kirche am Steinhof gefertigt.
In der Kirche St. Karl Borromäus im Geriatriezentrum Am Wienerwald (ehemals Pflegeheim Lainz) stammt das dreiteilige Altarbild von Zatzka. Auch hier wurde Lueger von Zatzka im rechten Flügel des Hochaltarbildes als Stifter mit dem Bauplan in der Hand kniend in altdeutscher Kleidung dargestellt, ein Beispiel der „Bourgeoisifikation“ sakraler Malerei (Floridus Röhrig). Die Mitte zeigt den Kirchenpatron Karl Borromäus, links ein altes von einem Engel beschütztes Ehepaar.
Altarbilder schuf Zatzka auch für die Baumgartner Pfarrkirche (Apsisgemälde hinter dem Hochaltar) und für die Kapelle von Mayerling (1895), ebenfalls ein Bau seines Bruders, sowie für die Friedhofskirche zum heiligen Karl Borromäus am Wiener Zentralfriedhof („Das jüngste Gericht“ – mit Karl Lueger im Totenhemd – und Bilderzyklus über dem Hochaltar, 1910).

## Urheberrechtsstreit
Nachdem Zatzka für Felix Freund das Bild Blumenreigen gemalt hatte, klagte Adolf May Zatzka 1924 auf Unterlassung und Schadenersatz wegen Urheberrechtsverletzung des Bildes Elfenreigen. Zatzka hatte vertraglich alle Rechte an diesem Bild an den Verlag abgetreten. Daraufhin ließ Zatzka vor dem Landgericht Dresden feststellen, ob May einen urheberrechtlichen Anteil an seinem Werk hatte. Dies wurde zunächst bejaht, vom Oberlandesgericht aber verneint. Eine Entscheidung des Reichsgerichts 1928 bestätigte diese Entscheidung in höchster Instanz. Zur Begründung hieß es, May sei kein „Mitschöpfer“ von Zatzkas Bildern, vertraglich sei das Malen von „Konkurrenzwerken“ nicht ausgeschlossen, eine Kunstgattung sei im Gegensatz zu einem einzelnen Kunstwerk nicht schutzfähig und der Blumenreigen sei ein anderes Kunstwerk als der Elfenreigen.

## Nachruhm und Marktwert
Nach seinem Tod 1945 ging Zatzkas bescheidener Nachlass an die in Brünn lebenden Verwandten seiner zweiten Frau Marie, geb. Howorka, seiner ehemaligen Haushälterin.
Um 1975 wurden Zatzkas Gemälde für etwa 5000 Mark verkauft; seitdem stiegen die Preise. 1980 brachten Zatzkas bereits über 10.000 Mark. Vor allem in den USA erfreuen sich seine Motive großer Beliebtheit. 2007 konnte man Werke von Zatzka in internationalen Galerien und Auktionshäusern bereits um 12.500 Pfund, 15.000–20.000 Dollar und sogar für 165.000 Dollar angeboten sehen.
2004 erschienen in Somalia Sonderbriefmarken mit vier Motiven von Zatzka-Bildern: Haremstänzerin, Nymphen, Frühlingsgöttin und Nachthimmel.
Das Titelbild der Buchausgabe von Moll Flanders von Daniel Defoe in der Stapleton Collection, UK ist Zatzkas Bild Im Boudoir.

## Ausstellungen
- 2010: Hans Zatzka, ein bedeutender Kunstmaler aus Breitensee. Bezirksmuseum Penzing[3]